# Celulazy

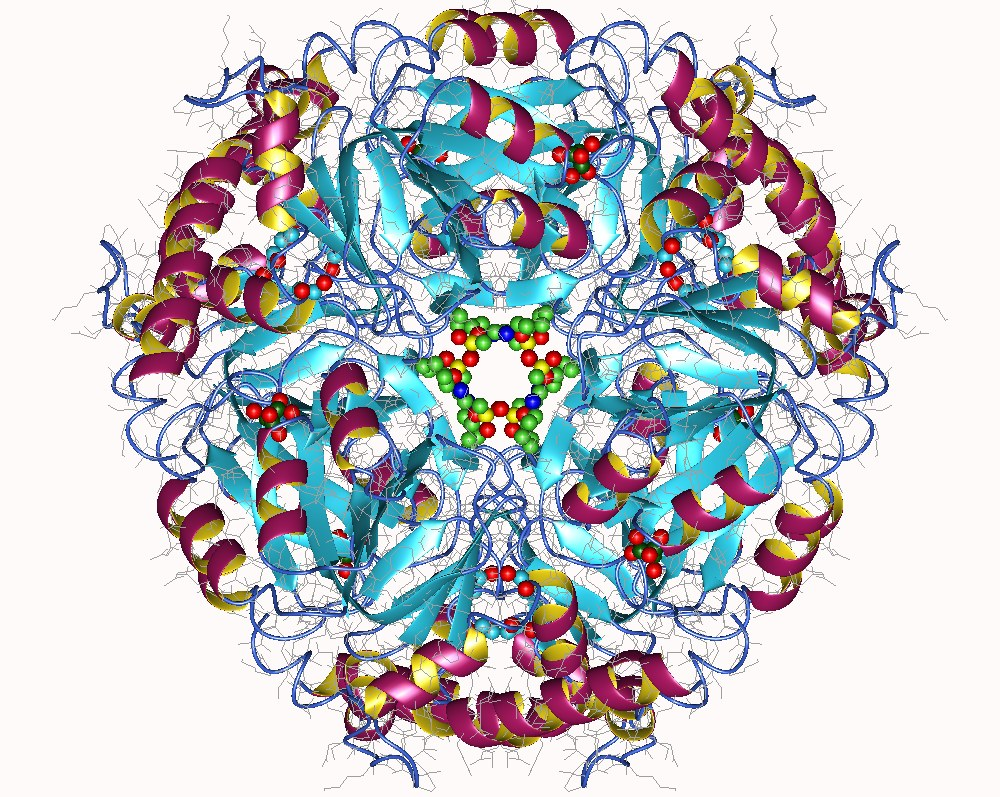
Celulaza z Parabacteroides johnsonii

Celulazy – grupa enzymów z klasy hydrolaz (EC 3), katalizujących hydrolizę wiązań β-1,4-glikozydowych pomiędzy cząsteczkami glukozy w celulozie. Produktem przejściowym tej reakcji jest celobioza.
Większość ssaków (w tym człowiek) nie wytwarza celulaz, dlatego nie mają możliwości trawienia błonnika. Wyjątkiem są przeżuwacze, których układy pokarmowe zawierają mikroorganizmy wytwarzające celulazy, co pozwala im na wykorzystanie celulozy jako znaczącego źródła energii.
Celulazy występują także w niektórych nasionach roślin wyższych.